# Babrios
Babrios eller Babrias (latin Babrius) var en grekisk fabeldiktare aktiv omkring 150 e.Kr.
Babrios samlade Aisopos fabler och upptecknade dem i koliambiska trimetrar. Hans samling ligger till grund för alla senare såväl poetiska som prosaiska bearbetningar av de aisopiska fablerna. 
Av Babrios egna fabler fanns endast fragment kända, till dess greken Minoides Minas i klostret S:ta Laura på berget Athos år 1842 upptäckte 123 av dem; 1857 påstod han sig ha funnit ytterligare 95, men dessa anses förfalskade. 
Däremot har sex hittats i en vatikansk handskrift. De är utgivna i flera upplagor, av bland andra Alfred Eberhard (1876), William Gunion Rutherford (1883) och Otto Crusius (1897).